# Selección de hockey sobre hielo de Suecia
La Selección de Hockey sobre hielo de Suecia, conocida como "Tre Kronor" (Tres coronas, en sueco) es el equipo masculino profesional de jugadores de nacionalidad sueca, representado por la Asociación Sueca de Hockey sobre Hielo. Es considerado uno de los equipos más importantes del hockey sobre hielo internacional, siendo incluido en los "Seis Grandes" en este deporte junto a Finlandia, Canadá, Rusia, República Checa y Estados Unidos.
El nombre de "Tre Kronor" hace referencia a las tres coronas del uniforme de la selección, inspiradas en las tres coronas del Escudo de Suecia. La primera vez que se usó este emblema, fue durante la copa de 1938 en Praga.

## Registro olímpico
| Año                         | Resultado     | Resultado     | Resultado     | Resultado     |
| --------------------------- | ------------- | ------------- | ------------- | ------------- |
| Amberes 1920                | 4° Lugar      | 4° Lugar      | 4° Lugar      | 4° Lugar      |
| Chamonix 1924               | 4° Lugar      | 4° Lugar      | 4° Lugar      | 4° Lugar      |
| Sankt Moritz 1928           | Segundo lugar | Segundo lugar | Segundo lugar | Segundo lugar |
| Lake Placid 1932            | No participó  | No participó  | No participó  | No participó  |
| Garmisch-Partenkirchen 1936 | 4° Lugar      | 4° Lugar      | 4° Lugar      | 4° Lugar      |
| Sankt Moritz 1948           | 5° Lugar      | 5° Lugar      | 5° Lugar      | 5° Lugar      |
| Oslo 1952                   | Tercer lugar  | Tercer lugar  | Tercer lugar  | Tercer lugar  |
| Cortina d'Ampezzo 1956      | 4° Lugar      | 4° Lugar      | 4° Lugar      | 4° Lugar      |
| Squaw Valley 1960           | 3° Lugar      | 3° Lugar      | 3° Lugar      | 3° Lugar      |
| Innsbruck 1964              | Segundo lugar | Segundo lugar | Segundo lugar | Segundo lugar |
| Grenoble 1968               | 4° Lugar      | 4° Lugar      | 4° Lugar      | 4° Lugar      |
| Sapporo 1972                | 4° Lugar      | 4° Lugar      | 4° Lugar      | 4° Lugar      |
| Innsbruck 1976              | no participó  | no participó  | no participó  | no participó  |
| Lake Placid 1980            | Tercer lugar  | Tercer lugar  | Tercer lugar  | Tercer lugar  |
| Sarajevo 1984               | Tercer lugar  | Tercer lugar  | Tercer lugar  | Tercer lugar  |
| Calgary 1988                | Tercer lugar  | Tercer lugar  | Tercer lugar  | Tercer lugar  |
| Albertville 1992            | 5° Lugar      | 5° Lugar      | 5° Lugar      | 5° Lugar      |
| Lillehammer 1994            | Primer lugar  | Primer lugar  | Primer lugar  | Primer lugar  |
| Nagano 1998                 | 5° Lugar      | 5° Lugar      | 5° Lugar      | 5° Lugar      |
| Salt Lake City 2002         | 5° Lugar      | 5° Lugar      | 5° Lugar      | 5° Lugar      |
| Turín 2006                  | Primer lugar  | Primer lugar  | Primer lugar  | Primer lugar  |
| Vancouver 2010              | 5° Lugar      | 5° Lugar      | 5° Lugar      | 5° Lugar      |
| Sochi 2014                  | Segundo lugar | Segundo lugar | Segundo lugar | Segundo lugar |
| Totales                     |               |               |               |               |
| Participaciones             | Oro           | Plata         | Bronce        | Total         |
| 21                          | 2             | 3             | 4             | 9             |

## Copa Mundial

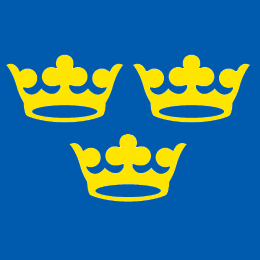
Las "Tres Coronas", representativas de la escuadra sueca

También se le añade a este el palmarés de Juegos Olímpicos
| Oro                          |
| ---------------------------- |
| Zúrich 1953                  |
| Moscú 1953                   |
| Denver 1962                  |
| Viena 1987                   |
| Turku, Helsnki, Tampere 1991 |
| Praga y Bratislava 1991      |
| Zúrich y Basilea 1998        |
| Riga 2006                    |
| Estocolmo y Helsinki 2013    |

| Plata                          |
| ------------------------------ |
| Praga 1947                     |
| París 1951                     |
| Estocolmo 1963                 |
| Viena 1967                     |
| Estocolmo 1969                 |
| Estocolmo 1970                 |
| Moscú 1973                     |
| Viena 1977                     |
| Estocolmo y Gotemburgo 1981    |
| Moscú 1986                     |
| Berna y Friburgo 1990          |
| Dortmund y Múnich 1993         |
| Estocolmo y Gävle 1995         |
| Helsinki, Turku y Tampere 1997 |
| Helsinki, Turku y Tampere 2003 |
| Praga y Ostrava 2004           |
| Bratislava y Košice 2011       |

| Bronce                                |
| ------------------------------------- |
| Estocolmo 1954                        |
| Oslo 1958                             |
| Tampere 1965                          |
| Berna y Ginebra 1971                  |
| Praga 1972                            |
| Estocolmo 1970                        |
| Helsinki 1974                         |
| Múnich y Düsseldorf 1975              |
| Katowice 1976                         |
| Moscú 1979                            |
| Bolzano y Milán 1994                  |
| Oslo, Hamar y Lillehammer 1999        |
| Colonia, Nürnberg y Hánover 2001      |
| Gotemburgo, Karlstad y Jönköping 2002 |
| Zúrich y Berna 2009                   |
| Colonia y Mannheim 2010               |